# الرمكة
الرمكة هي إحدى بلديات دائرة الرمكة ولاية غليزان الجزائرية.

## وصلات أخرى

### وصلات داخلية
- دائرة الرمكة
- ولاية غليزان